# Electronic Entertainment Expo 1996
L’Electronic Entertainment Expo 1996, communément appelé E3 1996, est la 2e édition de ce salon exclusivement consacré aux jeux vidéo. Il s'est déroulé du 16 au 18 mai 1996 à Los Angeles.
Parmi les jeux présentés, on peut citer Super Mario 64, Pilotwings 64 et Wave Race 64 côté Nintendo et Nights into Dreams, Sonic X-treme et Panzer Dragoon II Zwei côté Sega.